# 스티븐 소틀로프
스티븐 조엘 소틀로프(영어: Steven Joel Sotloff, 히브리어: סטיבן סוטלוף)(1983년 5월 11일 ~ 2014년 9월 2일경)는 미국과 이스라엘 이중국적의 저널리스트이다. 2013년부터 이스라엘에서 기자로 일했다. 가자 지구에 들어가 현지의 정세를 〈타짐〉과 〈포린 폴리시〉에 기고했다. 예멘과 리비아에서도 활동하였다.
시리아에서 무장 조직 이슬람 국가에게 납치되어 2014년 8월 19일, 살인을 암시하는 동영상이 유튜브에 공개되었다. 같은 해 9월 2일 참수 살해하는 동영상이 공개되었다.

## 같이 보기
- 제임스 폴리 (기자)
- 존 캔틀리
- 대니얼 펄